# Kamień Mały (Kamień Duży)
Kamień Mały – część wsi Kamień Duży w Polsce, położona w województwie mazowieckim, w powiecie przysuskim, w gminie Wieniawa.
W latach 1975–1998 Kamień Mały administracyjnie należał do województwa radomskiego.

## Zobaqcz też
- Kamień
- Kamień Duży